# Élections générales espagnoles de 1982 en Andalousie
Les élections générales espagnoles de 1982 (en espagnol : Elecciones generales de España de 1982) se sont tenues le dimanche 28 octobre 1982 afin d'élire les 350 députés et 208 des 266 sénateurs de la IIe législature des Cortes Generales. 59 députés sont élus en Andalousie.

## Résultats

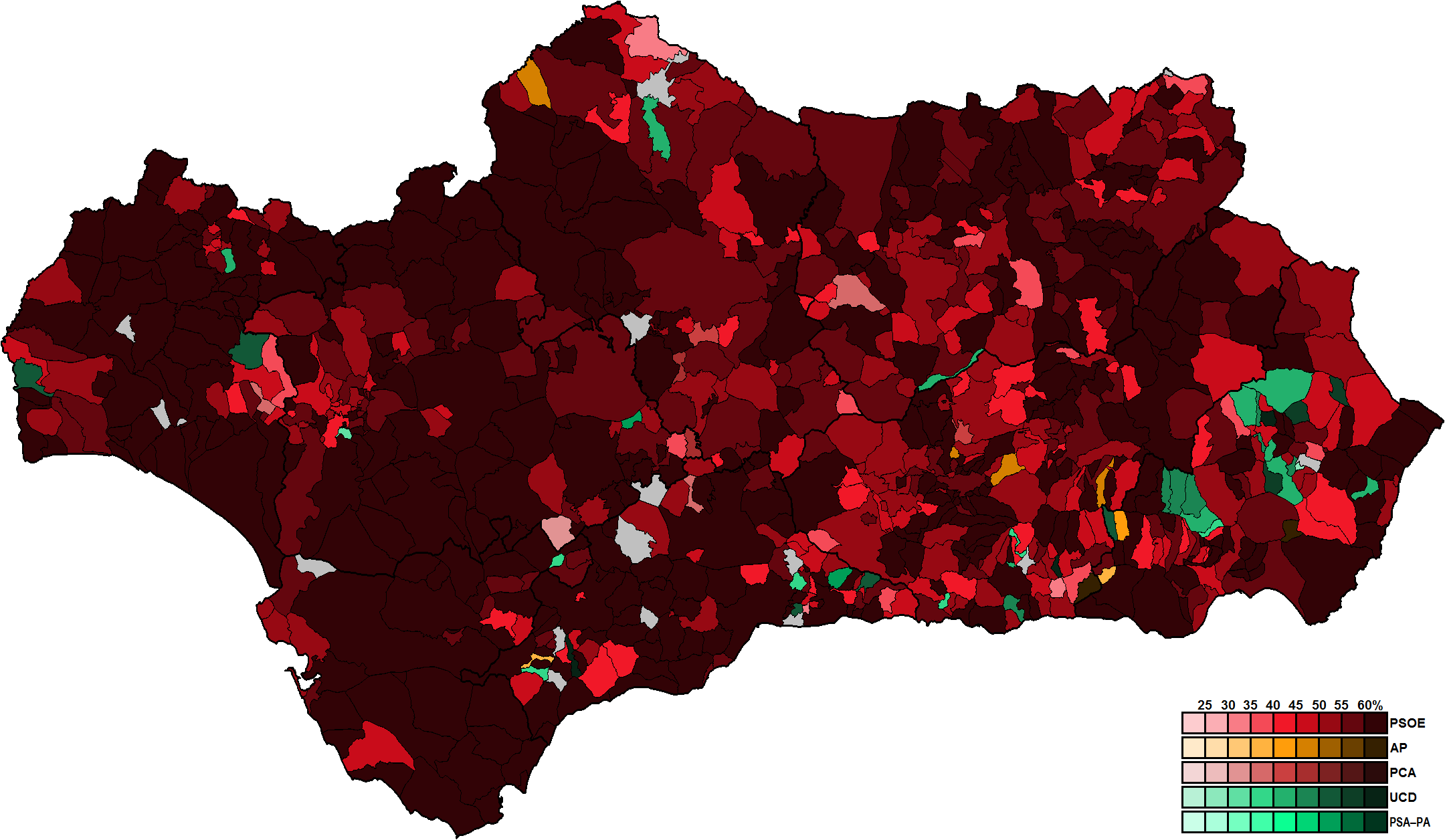
Résultats par commune.